# ZB-53
ZB-53 a fost o mitralieră de companie fabricată inițial de Cehoslovacia sub denumirea TK vz. 37 (abreviere de la Těžký kulomet vzor 37, mitralieră grea model 1937) și folosită apoi de Germania nazistă în timpul celui de-al Doilea Război Mondial sub denumirea MG 37(t) (Maschinengewehr 1937 tschechisch, mitralieră model 1937 de fabricație cehă).

## Istorie
Mitraliera a fost proiectată începând cu anii 1930 pentru a înlocui modelul Schwarzlose din Primul Război Mondial. Primele prototipuri au funcționat după principiul reculului, având o cadență de tragere redusă. În 1932, a fost schimbat sistemul de răcire cu apă cu unul de răcire cu aer la modelul ZB-50. În 1933 a apărut un model îmbunătățit, ZB-52, care funcționa după principiul împrumutului de gaze. O variantă îmbunătățită, denumită ZB-53, a fost dezvoltată în 1934.
Armata cehoslovacă a cerut unele modificări ale mitralierei după teste și a adoptat în final modelul sub denumirea vz. 37. Compania britanică Birmingham Small Arms a obținut o licență pentru fabricarea versiunii destinate vehiculelor blindate. Mitraliera a fost fabricată în Marea Britanie sub denumirea BESA începând cu anul 1939. 
Modelul ZB-53 avea o variantă pentru infanterie dotată cu un trepied și o variantă pentru vehiculele blindate, fiind armamentul secundar standard al tancurilor Škoda LT vz.35 și Škoda LT vz.38. Exporturile au reprezentat două treimi din producția totală. După anexarea Cehoslovaciei, fabrica de armament din Brno a continuat să producă modelul ZB-53 pentru armata germană. Mitraliera ZB-53 era mitraliera de companie standard a Armatei Române în timpul celui de-al Doilea Război Mondial. Fiecare batalion de infanterie avea în cadrul companiei de armament greu câte un pluton cu 8 mitraliere ZB-53.

## Utilizatori
- Cehoslovacia
- Germania nazistă
- Republica Chineză
- Iran
- Iugoslavia
- Marea Britanie - fabricată sub licență cu denumirea BESA (mitraliera standard a vehiculelor blindate).
- Regatul României